# Vasil Bozjikov
Vasil Georgiev Bozjikov (Bulgaars: Васил Георгиев Божиков) (Gotse Delchev, 2 juni 1988) is een Bulgaarse voetballer die doorgaans als verdediger speelt. Hij verruilde Kasımpaşa in juli 2017 voor Slovan Bratislava. Bozjikov debuteerde in 2016 in het Bulgaars voetbalelftal.
Bozjikovs carrière begon bij Third League-club Gigant Saedinenie. Hij bracht 2,5 er seizoen door voordat hij zijn eerste professionele contract tekende, bij First League-club Minjor Pernik in februari 2009. Na drie jaar bij Minyor trad hij in januari 2012 in dienst bij Litex Lovetsj. Bozjikov kwam tot meer dan honderd optredens voor Litex en tekende in juli 2015 bij Kasımpaşa. Na twee seizoenen bij Kasımpaşa tekende hij in juli 2017 transfervrij bij Slovan Bratislava. Bozjikov debuteerde in 2016 in het Bulgaars voetbalelftal, nadat hij eerder al voor het nationale team onder 21 uitkwam.

## Carrière

### Jeugd
Bozjikov werd geboren in Gotse Delchev. Hij begon te voetballen met thuisclub Pirin Gotse Deltsjev, waar hij een jaar doorbracht. Daarna speelde hij jeugdvoetbal met Botev Plovdiv en Botev 2002.
In 2006 trad Bozjikov toe tot Gigant Saedinenie, waar hij zijn debuut maakte in de Third League. Gedurende twee en een half seizoenen maakte hij meer dan 80 optredens voor Gigant.

### Minyor Pernik
In februari 2009 tekende Bozjikov een professioneel contract bij Minjor Pernik uit de Eerste Liga na een succesvolle proefperiode. Hij maakte zijn competitiedebuut op 16 maart 2009 in een 0-0 thuiswedstrijd tegen Litex Lovech. Eind juli 2011 trainde Bozjikov een week op proef bij het Belgische KRC Genk en speelde in een oefenwedstrijd tegen Bayer 04 Leverkusen, maar hij tekende niet voor Genk. Tijdens zijn periode bij Pernik maakte Bozjikov in totaal 70 competitiewedstrijden voor de club.

### Litex Lovech
Op 1 december 2011 werd aangekondigd dat Litex Lovech een overeenkomst had gesloten met Minjor Pernik om Bozjikov over te nemen; Minyor kondigde aan dat het contract zou beginnen op 1 januari 2012. Bozjikov kreeg het nummer 4-shirt en tekende een driejarig contract. Hij debuteerde op 22 april 2012 in een 1-1 gelijkspel tegen Ludogorets Razgrad en speelde de hele wedstrijd uit.
Bozjikov werd een vaste basisspeler in het team tijdens een seizoen 2012-2013 en maakte 26 competitiestarts. In het seizoen 2013–14 scoorde hij zijn eerste doelpunt voor Litex in een 2-1 overwinning op Sozopol in de Bulgaarse Cup op 6 november 2013.
In januari 2015 tekende Bozjikov een nieuw contract bij Litex, waardoor hij tot 2018 bij de club bleef. Op 2 juli 2015 scoorde hij zijn eerste Europese doelpunt ooit in een 1-1 gelijkspel tegen FK Jelgava in de eerste kwalificatieronde van de Europa League.

### Kasımpaşa
Bozjikov tekende op 15 juli 2015 bij de Turkse ploeg Kasımpaşa voor twee jaar met een optie voor een extra jaar. Hij debuteerde voor de club op 23 september tegen Tyre 1922 in de Turkse beker en speelde de 90 minuten uit. Hij speelde zijn eerste Süper Lig-wedstrijd op 28 september en kwam als vervanger in in de eerste helft voor Kenneth Omeruo in een 1-1 gelijkspel tegen Rizespor. Op 4 oktober maakte Bozjikov zijn eerste competitiestart in de wedstrijd van Kasımpaşa tegen en op Antalyaspor.

### Slovan Bratislava
Op 30 juli 2017 tekende Bozjikov voor Slowaakse Super Liga-club Slovan Bratislava voor een contract van drie jaar.  Hij kreeg het nummer 29. Hij debuteerde op 13 augustus in een 1-1 gelijkspel tegen DAC Dunajská Streda. Op 1 mei 2018 scoorde Bozjikov zijn eerste doelpunt voor Slovan in een 3-1 thuisoverwinning op Ružomberok in de Slowaakse beker. Hij scoorde zijn eerste competitiedoelpunt tegen DAC in de MOL Aréna op 12 mei 2018, een doelpunt dat de later de winnende goal bleek te zijn.
Na het vertrek van Boris Sekulić in juni 2018 werd Bozjikov aanvoerder van Slovan. Op 29 juli 2018 scoorde hij zijn eerste doelpunt van het seizoen 2018-19 in een 3-0 overwinning tegen Podbrezová. Op 9 augustus scoorde hij zijn tweede doelpunt van het seizoen in een 2-1 overwinning op Rapid Wien in de derde kwalificatieronde van de UEFA Europa League 2018-2019.

## Internationale carrière
In februari 2014 werd Bozjikov voor het eerst opgeroepen voor de Bulgaarse ploeg, voor vriendschappelijke wedstrijd tegen Wit-Rusland in maart, maar speelde uiteindelijk niet.
In maart 2016 werd hij opgeroepen voor vriendschappelijke wedstrijden tegen Portugal en tegen Noord-Macedonië, en maakte zijn debuut op de bank op 26 maart, in een 1-0 overwinning op Portugal, ter vervanging van Strahil Popov in de 88e minuut. Op 29 maart maakte Bozjikov zijn eerste Bulgarije-start in een vriendschappelijke wedstrijd tegen Noord-Macedonië in de Philip II Arena.
Bozjikov scoorde zijn eerste doelpunt voor Bulgarije op 25 maart 2019, toen hij uit een hoekschop kopte in een 1-1 gelijkspel tegen Kosovo in een UEFA Euro 2020-kwalificatiewedstrijd.

## Clubstatistieken
| Club              | Seizoen         | League | League | Beker | Beker | Europa | Europa | Totaal | Totaal |
| Club              | Seizoen         | Wdstr  | Doelp  | Wdstr | Doelp | Wdstr  | Doelp  | Wdstr  | Doelp  |
| ----------------- | --------------- | ------ | ------ | ----- | ----- | ------ | ------ | ------ | ------ |
| Minjor Pernik     | 2008/09         | 14     | 0      | 1     | 0     | —      | —      | 15     | 0      |
| Minjor Pernik     | 2009/10         | 23     | 0      | 3     | 0     | —      | —      | 26     | 0      |
| Minjor Pernik     | 2010/11         | 22     | 0      | 2     | 0     | —      | —      | 24     | 0      |
| Minjor Pernik     | 2011/12         | 11     | 0      | 0     | 0     | —      | —      | 11     | 0      |
| Minjor Pernik     | Totaal          | 70     | 0      | 6     | 0     | 0      | 0      | 76     | 0      |
| Litex Lovech      | 2011/12         | 4      | 0      | 0     | 0     | —      | —      | 4      | 0      |
| Litex Lovech      | 2012/13         | 27     | 0      | 2     | 0     | —      | —      | 29     | 0      |
| Litex Lovech      | 2013/14         | 34     | 0      | 6     | 1     | —      | —      | 40     | 1      |
| Litex Lovech      | 2014/15         | 26     | 1      | 4     | 1     | 4      | 0      | 34     | 2      |
| Litex Lovech      | 2015/16         | 0      | 0      | 0     | 0     | 2      | 1      | 2      | 1      |
| Litex Lovech      | Totaal          | 91     | 1      | 12    | 2     | 6      | 1      | 109    | 4      |
| Kasımpaşa         | 2015/16         | 14     | 0      | 2     | 0     | —      | —      | 16     | 0      |
| Kasımpaşa         | 2016/17         | 9      | 0      | 7     | 0     | —      | —      | 16     | 0      |
| Kasımpaşa         | Totaal          | 23     | 0      | 9     | 0     | 0      | 0      | 32     | 0      |
| Slovan Bratislava | 2017/18         | 27     | 1      | 5     | 1     | 0      | 0      | 32     | 2      |
| Slovan Bratislava | 2018/19         | 24     | 1      | 0     | 0     | 6      | 1      | 30     | 2      |
| Slovan Bratislava | 2019/20         | 3      | 0      | 0     | 0     | 6      | 0      | 9      | 0      |
| Slovan Bratislava | Totaal          | 54     | 2      | 5     | 1     | 12     | 1      | 71     | 4      |
| Carrière totaal   | Carrière totaal | 238    | 3      | 32    | 3     | 18     | 2      | 288    | 8      |

### Nationale ploeg
| Bulgaarse nationale ploeg | Bulgaarse nationale ploeg | Bulgaarse nationale ploeg |
| Jaar                      | Wedstr                    | Doelp                     |
| ------------------------- | ------------------------- | ------------------------- |
| 2016                      | 5                         | 0                         |
| 2017                      | 7                         | 0                         |
| 2018                      | 7                         | 0                         |
| 2019                      | 5                         | 1                         |
| Total                     | 24                        | 1                         |

### Interlanddoelpunten
| No | Datum         | Plaats                 | Tegenstander | Score | Resultaat | Competitie           |
| -- | ------------- | ---------------------- | ------------ | ----- | --------- | -------------------- |
| 1. | 25 Maart 2019 | Fadil Vokrri, Pristina | Kosovo       | 1–0   | 1–1       | EK 2020 Kwalificatie |

## Erelijst
Slovan Bratislava
- Slowaakse Superliga: 2018/19
- Slovaakse beker: 2017/18